# Ropalopus ruficollis
Ropalopus ruficollis là một loài bọ cánh cứng trong họ Cerambycidae.